# Middlesbrough (borough)
Middlesbrough è un borough e autorità unitaria suddiviso tra contea di Durham e North Yorkshire (contee cerimoniali), Inghilterra, Regno Unito, con sede nella città omonima.
L'autorità fu creata con il Local Government Act 1972, il 1º aprile, 1974 dalla fusione del county borough di Teesside con parte del distretto rurale di Stokesley ed era uno dei quattro distretti della contea di Cleveland.

## Località e parrocchie
Il borough ha 23 ward ed è per lo più senza parrocchie (le uniche sono Nunthorpe e Stainton and Thornton). Oltre alla città di Middlesbrough le aree del distretto sono:
- Coulby Newham
- Hemlington
- Marton
- Nunthorpe
- Ormesby
- Stainton e Thornton